# Marquisat del Duero
 (décembre 2022).
Si vous disposez d'ouvrages ou d'articles de référence ou si vous connaissez des sites web de qualité traitant du thème abordé ici, merci de compléter l'article en donnant les références utiles à sa vérifiabilité et en les liant à la section « Notes et références ».
Le marquisat del Duero avec Grandesse d'Espagne est un titre nobiliaire espagnol crée le 30 juillet 1848 par Isabelle II en faveur du grand Manuel Gutiérrez de la Concha. 
Il tient son nom du Douro (Duero en espagnol), et lui a été accordé pour avoir mené la répression de la Révolte de Maria da Fonte.

## Liste des marquis
- Manuel Gutiérrez de la Concha (1808-1874), Ier marquis ;
- Petra de Alcántara Gutiérrez de la Concha y Tovar, 2e marquise, fille du précédent et épouse de Ángel Luis de Carvajal ;
- María del Carmen de Carvajal y del Alcázar, 3e marquise et fille de la précédente ;
- José Manuel Zuleta y Carvajal (1927-1992), 4e marquis et fils de la précédente ;
- José Manuel Zuleta y Alejandro, 5e et actuel marquis.

## Sources
- (es) Cet article est partiellement ou en totalité issu de l’article de Wikipédia en espagnol intitulé « Marquesado del Duero » (voir la liste des auteurs).